# Kronborg
Kronborg (dánsky „Korunní hrad“; latinsky Coronaeburgum) je opevněný renesanční zámek v Dánsku, ve městě Helsingør na severovýchodním cípu pobřeží ostrova Sjælland. Od roku 2000 patří mezi památky světového dědictví. Proslavil se převážně díky anglickému dramatikovi Williamu Shakespearovi, který sem umístil děj svého Hamleta, kralevice dánského (v dramatu je ovšem zámek nazýván Elsinore, tradičním anglickým exonymem pro Helsingør).

## Dějiny

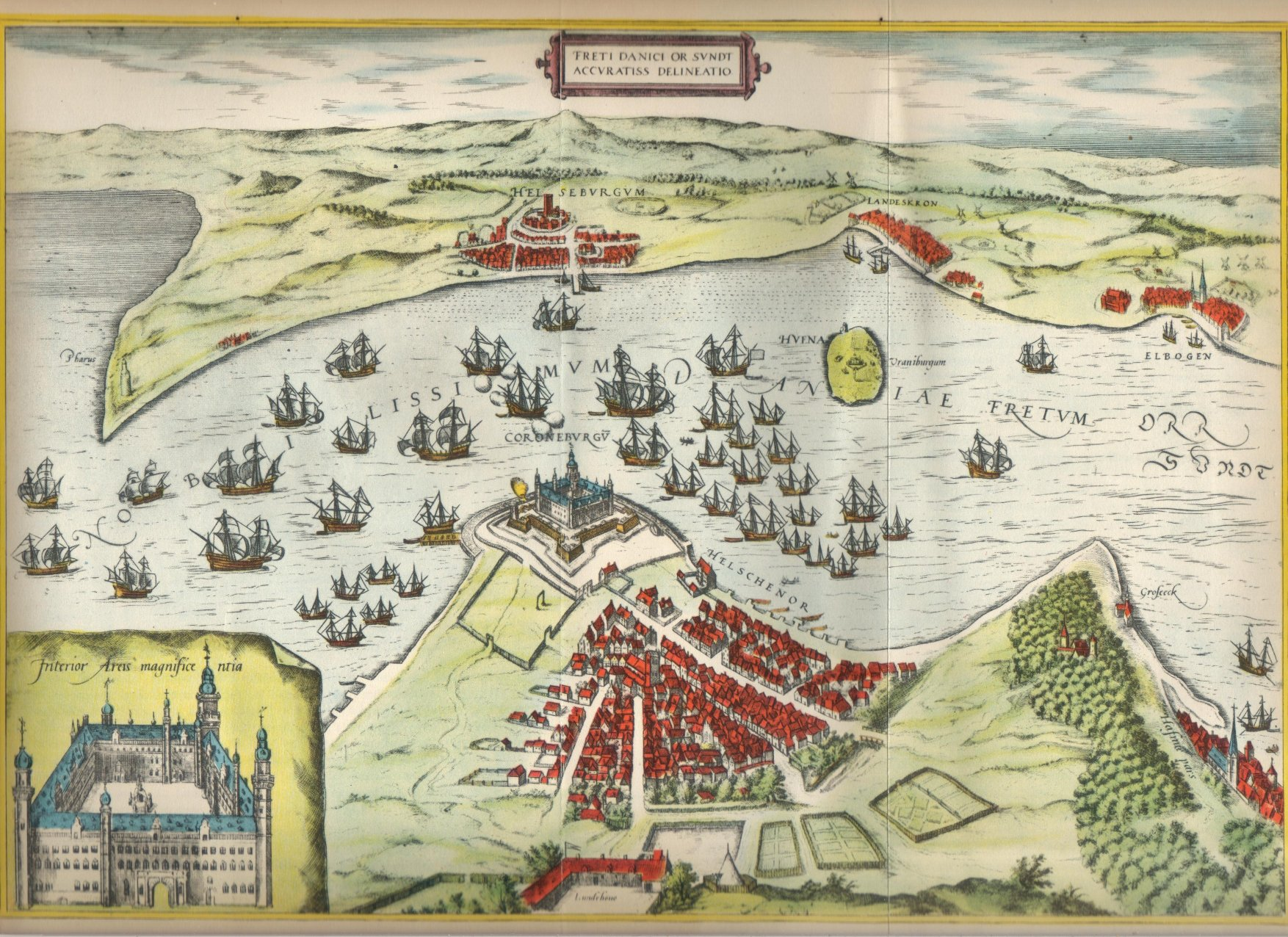
Na listu 26 ze IV. knihy Braunova-Hogenbergova atlasu Civitates orbis terrarum (1588) je dobře vidět jak pův. renesanční architektura Kronborgu (v levém rohu), tak jeho strategická poloha ve spojení s Kernenem-Helsingborgem na druhé straně průlivu

Byl založen roku 1420 králem Erikem VII. Pomořanským jako hrad jménem Krogen. Od roku 1429 byl využíván k výběru sundského cla od lodí, jež potřebovaly proplout skrz úžinu Öresund, kterou tento hrad spolu s nedalekým protilehlým hradem Kernenem v (nyní švédském, do roku 1658 dánském) Helsingborgu účinně hlídal po dlouhá staletí. V letech 1574–1585 nechal král Frederik II. hrad přestavět ve stylu holandské renesance na zámek a zároveň i pod vedením vlámského stavitele Hanse van Paesschena obehnat tehdy novým stylem opevnění – bastiony. (Dodnes se zde nachází skupina děl, která byla původně připravena ke střelbě na lodě, jež by chtěly projet bez zaplacení cla.) Při této příležitosti také zámecká pevnost obdržela své současné jméno. Roku 1629 celý zámek, kromě své kaple, vyhořel. Ještě téhož roku jej nechal Kristián IV. znovu stavět. Prací byl pověřen dánsko-vlámský architekt Hans van Steenwinckel. Práce trvaly až do roku 1639, kdy až na pár chybějících detailů z interiéru a chybějící špice jižní věže byl zámek opět postaven.
V letech 1785–1926 sloužil jako kasárna.

## Popis
Interiér zámku je poměrně skromně zařízen nábytkem, převážně holandským, ze 17. století. Míčovna, neboli banketní sál, se řadí se svými rozměry 62 × 11 m k největším v severní Evropě. Dříve byla míčovna o slavnostních příležitostech vyzdobena čtyřiceti gobelíny (s vetkanými podobiznami sta dánských králů, včetně těch mytických); po požáru jich zůstalo jen sedm.
Dvorní kaple má vyřezávaný, silně zlacený dřevěný interiér. Součástí zámku jsou i kasematy, jež sloužily jako sklad potravin i věznice pro politické vězně. V kasematách je umístěna socha spícího národního hrdiny Dánska, Ojíře Dánského (Holger Danske), legendárního rytíře a družiníka císaře Karla Velikého. Podle legendy se probudí ze svého spánku až bude zemi nejhůře a pomůže jí zahnat nepřátele Dánska.